# جان تیرمن
جان تیرمن (انگلیسی: John Tirman؛ زادهٔ ۱۳ دسامبر ۱۹۴۹) نویسنده، دانشمند اهل ایالات متحده آمریکا است.
وی همچنین برندهٔ جوایزی همچون برنامه فولبرایت شده‌است.